# Centerfold
«Centerfold» es una canción interpretada por la banda estadounidense The J. Geils Band. Fue publicada el 26 de octubre de 1981 como el sencillo principal del décimo álbum de estudio de la banda, Freeze Frame.

## Escritura y temática
La canción trata sobre un hombre que se sorprende al descubrir que su enamorada de la escuela secundaria apareció en una página central de una revista para hombres no especificada. El narrador de la canción se debate entre sentimientos encontrados: su decepción por la pérdida de la inocencia de ella y su lujuria hasta el final de la canción.

## Posicionamiento

### Gráfica semanal
| Gráfica (1982)                                     | Pico de posición |
| -------------------------------------------------- | ---------------- |
| Alemania (Official German Charts)                  | 13               |
| Australia (Kent Music Report)                      | 1                |
| Austria (Ö3 Austria Top 40)                        | 11               |
| Bélgica (Flandes) (Ultratop 50 Singles)            | 2                |
| Canadá (RPM Top Singles)                           | 1                |
| Estados Unidos (Billboard Dance Club Songs)        | 12               |
| Estados Unidos (Billboard Hot 100)                 | 1                |
| Estados Unidos (Billboard Mainstream Rock Airplay) | 1                |
| Estados Unidos (Cashbox Top 100)                   | 1                |
| Irlanda (Irish Singles Chart)                      | 2                |
| Nueva Zelanda (Recorded Music NZ)                  | 5                |
| Países Bajos (Single Top 100)                      | 4                |
| Reino Unido (UK Singles Chart)                     | 3                |
| Sudáfrica (Springbok Radio)                        | 3                |
| Suecia (Sverigetopplistan)                         | 8                |
| Suiza (Schweizer Hitparade)                        | 4                |

### Gráfica de fin de año
| Gráfica (1982)                              | Pico de posición |
| ------------------------------------------- | ---------------- |
| Australia (Kent Music Report)               | 4                |
| Canadá (RPM Top Singles)                    | 4                |
| Estados Unidos (Billboard Dance Club Songs) | 29               |
| Estados Unidos (Billboard Hot 100)          | 5                |
| Estados Unidos (Cashbox Top 100)            | 3                |
| Nueva Zelanda (Recorded Music NZ)           | 29               |
| Países Bajos (Nederlandse Top 40)           | 82               |
| Reino Unido (UK Singles Chart)              | 30               |

### Gráfica de todos los tiempos
| Gráfica (1958–2018)                | Pico de posición |
| ---------------------------------- | ---------------- |
| Estados Unidos (Billboard Hot 100) | 66               |

## Certificaciones y ventas
| País                  | Certificación | Ventas  |
| --------------------- | ------------- | ------- |
| Australia (ARIA)      | Oro           | 50,000  |
| Canadá (Music Canada) | Platino       | 100,000 |
| Estados Unidos (RIAA) | Oro           | 500,000 |
| Reino Unido (BPI)     | Plata         | 200,000 |